# Aspremont (Alpes Marítimos)
Aspremont é uma comuna francesa na região administrativa da Provença-Alpes-Costa Azul, no departamento Alpes Marítimos. Estende-se por uma área de 9,4 km².
Seus habitantes são chamados Aspremontois ou Aspremontoises.